# Лайош Парті Надь
Лайош Парті Надь (угор. Parti Nagy Lajos, 12 жовтня 1953 Сексард) — сучасний угорський письменник.

## Біографія
Закінчив університет в Печі (1977), отримав диплом вчителя. Працював редактором у літературному журналі Jelenkor (1979—1986), виступав як перекладач (Мольєр, Томаж Шаламун і ін.). У 1982 дебютував книгою віршів. З 1990-х публікується як поет, прозаїк, драматург, іноді під псевдонімом.

## Книжки

### Вірші
- Angyalstop (1982)
- Csuklógyakorlat (1986)
- Szódalovaglás (1990)
- Esti kréta (1995)
- Grafitnesz (2003)
- Petőfi Barguzinban (2009)

### Новели
- Ні барабанів, ні труб/ Se dobok, se trombiták (1993)
- A hullámzó Balaton (1999)
- A fagyott kutya lába (2006)

### Романи, повісті
- Янгол у плоті/ A test angyala (1997, під псевдонімом Йолан Шарбогард)
- Hősöm tere (2000)
- A vak murmutér (2007)
- A pecsenyehattyú és más mesék (2008, повісті)

### П'єси
- Ibusár — Mauzóleum (1996)